# 朝日新闻文化财团
朝日新闻文化财团（英語：The Asahi Shimbun Foundation）是一个位于日本东京都千代田区的公益财团法人。是朝日奖的颁发主体机构。

## 历史
朝日新闻文化财团于1992年5月18日，根据旧民法典第34条，经文部科学大臣许可，作为“财团法人”成立，但由于公益法人制度改革，于2011年4月1日转为公益财团法人。
以朝日新闻社的捐款作为基本资产颁发朝日奖。1998年从大阪府大阪市北区中之岛手中接管了大阪国际节的运营权。2009年通过朝日电视台和朝日新闻社捐赠的股票，开始了支持文化财产保护活动的项目。